# Α-酮己二酸
α-酮己二酸（英語：α-Ketoadipic acid，或称为2-氧代己二酸 2-oxoadipate）是一种赖氨酸代谢的中间产物。